# Nissin Foods
Nisshin Shokuhin Holdings K.K. (jap. 日清食品ホールディングス株式会社, Nisshin shokuhin hōrudingusu kabushiki kaisha, engl. Nissin Foods Holdings Co., Ltd.) ist eine internationale Unternehmensgruppe der Lebensmittelindustrie mit Hauptsitz in Shinjuku, Japan. Nissin Foods war der erste Anbieter von Instantnudeln, die auch heute noch das Produktsortiment bestimmen.
Gegründet wurde das Unternehmen 1948 von Momofuku Andō (1910–2007) als Chūkōsōsha (中交総社) in Ikeda (Osaka). Dort entwickelte Andō das weltweit erste Instantnudel-Gericht, das 1958 als „Chicken Ramen“ auf den Markt kam. Zur Zubereitung mussten die vorgekochten, gefriergetrockneten Nudeln nur kurz in Wasser kochen und mit einer separat verpackten Würz- und Aromamischung ergänzt werden. Vorbild war Ramen, ein in Japan verbreitetes Nudelgericht, das vor allem in spezialisierten Restaurants und Imbissen angeboten wird. Im gleichen Jahr wurde das Unternehmen in Nisshin Shokuhin K.K. (日清食品株式会社, engl. Nissin Food Products Co., Ltd.) umbenannt. 1970 erfolgte die Gründung der ersten Auslandsniederlassung in den USA, der noch zahlreiche weitere in Asien, Amerika und Europa folgen; heute besteht die Gruppe aus 24 Unternehmen weltweit. 1971 führte Nissin Foods „Cup Noodles“ ein, eine in einem Kunststoffbecher verpackte Instant-Nudelsuppe, für deren Zubereitung kein Koch- oder Essgeschirr notwendig ist, es genügt die Zugabe von kochendem Wasser in den Becher und kurzes Warten. Nach Unternehmensangaben wurden „Cup Noodles“ bis 2006 insgesamt 25 Milliarden Mal verkauft. Insgesamt setzte Nissin Foods 2007 über 85,7 Milliarden Einheiten der Fertigmahlzeiten ab. (siehe Instantnudeln)

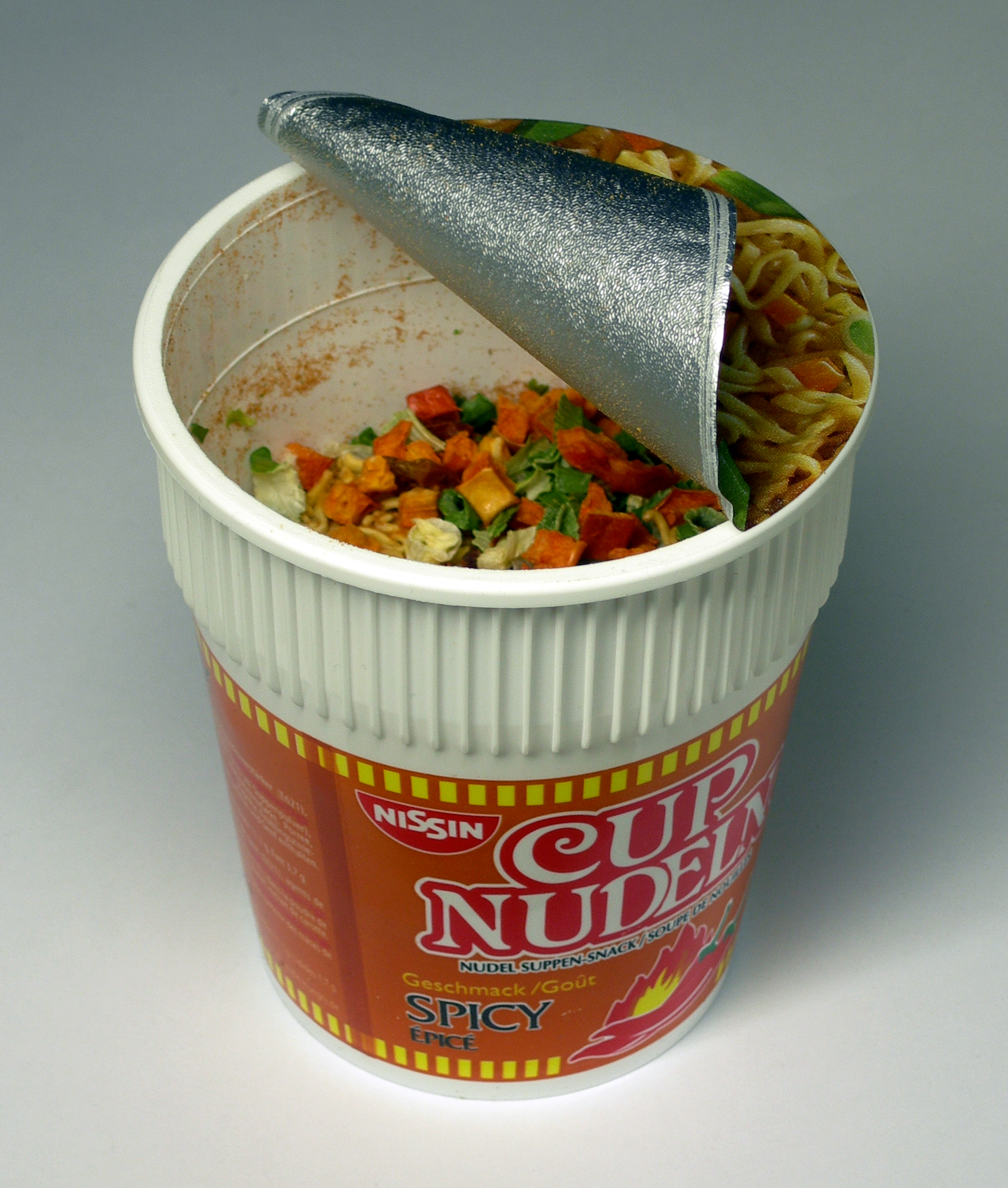
„Cup Noodles“ vor der Zubereitung
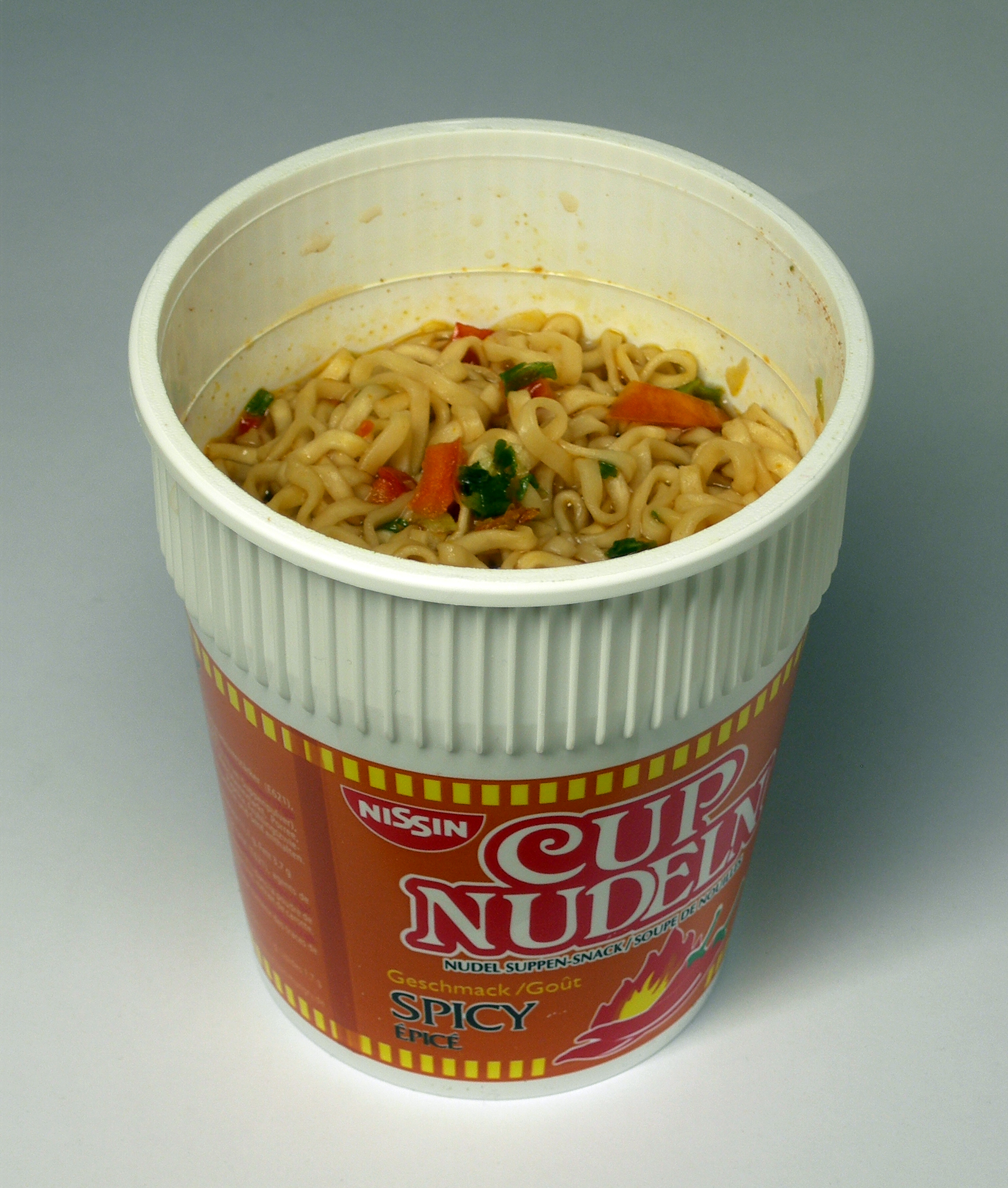
Zubereitete „Cup Noodles“

Die Produkte von Nissin Foods fanden zahlreiche Nachahmer, zunächst vor allem im asiatischen Raum. Mittlerweile werden von Lebensmittelherstellern auch dem Konzept der „Cup Noodles“ nachempfundene, den Landesküchen angepasste Fertiggerichte aus gefriergetrockneten Zutaten angeboten.
Seit 1999 wird im von Nissin Foods gegründeten Momofuko-Andō-Museum in Ikeda Andōs Leben und die Unternehmensgeschichte dargestellt. 2008 wurde das Unternehmen in Nisshin Shokuhin Holdings K.K. umbenannt und die Nisshin Shokuhin K.K. als Tochterunternehmen neu gegründet.
Nach dem verheerenden Erdbeben und anschließenden Tsunami in Japan am 11. März 2011 verteilte Nissin Foods eine Million Lebensmittelboxen sowie mobile Gasküchen und Trinkwasser in den Flüchtlingslagern der Krisenregionen.